# Rock Island (musikalbum)
Rock Island är det 17:e studioalbumet av den brittiska rockgruppen Jethro Tull som släpptes 1989 av skivbolaget Chrysalis Records. Albumet fortsatte den hårda rockriktningen från det förra studioalbumet, Crest of a Knave (1987). I uppställningen ingår nu Ian Anderson, Martin Barre, Dave Pegg och trummisen Doane Perry i sin första fullständiga inspelning med bandet, även om han har varit medlem i Jethro Tull sedan 1984. Utan en permanent keyboardist delades rollen mellan Fairport Convention's Maartin Allcock och före detta Jethro Tull-medlem Peter Vettese.

## Låtlista
Sida 1
1. "Kissing Willie" – 3:32
2. "The Rattlesnake Trail" – 4:02
3. "Ears of Tin" – 4:55
4. "Undressed to Kill" – 5:25
5. "Rock Island" – 6:54

Sida 2
1. "Heavy Water" – 4:12
2. "Another Christmas Song" – 3:32
3. "The Whaler's Dues" – 7:53
4. "Big Riff and Mando" – 5:58
5. "Strange Avenues" – 4:10

Bonusspår på den remastrade 2006-utgåvan
1. "Christmas Song" (Live) – 3:06
2. "Cheap Day Return/Mother Goose" (Live) – 3:10
3. "Locomotive Breath" (Live) – 3:38

- Bonusspåren spelades in live i Zürich i Schweiz 13 oktober 1989.

- Alla låtar skrivna av Ian Anderson.

## Medverkande
Jethro Tull
- Ian Anderson – sång, flöjt, akustisk gitarr, keyboard, Synclavier, mandolin, trummor, percussion
- Martin Barre – akustisk gitarr, elektrisk gitarr
- David Pegg – basgitarr, kontrabas, mandolin
- Doane Perry – trummor, percussion

Bidragande musiker
- Maartin Allcock – keyboard (spår 1 & 10)
- Peter Vettese – keyboard (spår 3, 4, 5 & 6)

Produktion
- Jethro Tull – musikproducent, ljudtekniker, ljudmix
- Mark Tucker, Tim Matyear – ljudmix
- Jim Gibson, John Pashe, Anton Morris – omslagskonst